# Orovecz György
Orovecz György (Budapest, 1967. október 2. –) labdarúgó, középpályás. Az 1984-es ifjúsági Európa-bajnokságon győztes csapatnak a tagja.

## Pályafutása

### A válogatottban
22-szeres ifjúsági válogatott (1984–85, 8 gól). Tagja volt az 1984-es ifjúsági Európa-bajnokságon győztes csapatnak.

## Sikerei, díjai
- Ifjúsági Európa-bajnokság
  - aranyérmes: 1984, Szovjetunió
- Magyar bajnokság
  - bajnok: 1986–87